# McAuley Schenker Group
McAuley Schenker Group – rockowy zespół powołany do życia w 1986 roku, którego liderami byli Robin McAuley (wokal) i Michael Schenker (gitara, gitara basowa), rozwiązany po wydaniu ostatniego albumu live - Unplugged - Live w 1993 roku. Pierwszy album zespołu - Perfect Timing zawierał pierwszy hit formacji - "Gimme Your Love". Następny longplay - Save Yourself przyniósł największy hit zespołu - "Anytime". 

## Dyskografia
- 1987: Perfect Timing
- 1989: Save Yourself
- 1991: M.S.G.
- 1992: Nightmare : The Acoustic M.S.G.
- 1993: Unplugged - Live